# ʔ
La letra Ɂ (minúscula: ɂ) llamada oclusiva glotal se usa como letra  de algunos alfabetos latinos extendidos, notablemente en varios idiomas de Canadá, donde indica el sonido de la oclusiva glotal. Tal uso se deriva del signo ⟨ʔ⟩ de transcripción fonética, por ejemplo, en el Alfabeto Fonético Internacional que lo utiliza para este sonido. Originariamente, la forma de la letra se deriva gráficamente del uso del apóstrofo ⟨ʼ⟩ o el símbolo ʾ para oclusiva glotal.

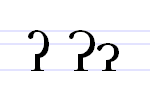
Oclusiva glotal como letra

## Variantes
Cuando ⟨ʔ⟩ no está disponible, al no estar en el alfabeto latino básico, a veces se reemplaza por un signo de interrogación ⟨?⟩ , que es su representación oficial en el esquema de transcripción SAMPA. En Skwomesh o Squamish, ⟨ʔ⟩ puede reemplazarse por el dígito ⟨7⟩ (ver imagen).
En Unicode, están disponibles cuatro variantes gráficas de la letra de parada glotal.
Unicode ⟨ʔ⟩ ( U+0294 ʔ LETRA LATINA GLOTTAL STOP) se proporciona para el Alfabeto Fonético Internacional y la notación fonética americanista. Se encuentra en varias ortografías que usan el símbolo IPA/APA, como las de varios idiomas de Salishan.
Se proporciona un par de casos, mayúsculas ⟨Ɂ⟩ ( U + 0241 Ɂ LETRA MAYÚSCULA LATINA GLOTTAL STOP) y minúsculas ⟨ɂ⟩ ( U + 0242 ɂ LETRA MINÚSCULA LATINA GLOTTAL STOP), se proporciona para las ortografías de las lenguas atabascanas en los Territorios del Noroeste. La mayúscula ⟨Ɂ⟩ puede ser un poco más ancha que la unicase ⟨ʔ⟩ en las fuentes que las distinguen.
Superíndice ⟨ˀ⟩ ( U+02C0 ˀ LETRA MODIFICADORA GLOTTAL STOP) que se usa en Cayuga , el AFI y el Alfabeto Fonético Urálico.

### Otras notaciones
Otros símbolos comunes para el sonido de las oclusivas glotales son variantes del apóstrofe del signo de puntuación que fue la base histórica de las letras oclusivas glotales. Estos incluyen el apóstrofe de letra modificadora en forma de 9 , ⟨ʼ⟩ , que es probablemente el más común (y el ancestro directo de ⟨ʔ⟩), el ʻokina en forma de 6 del hawaiano , ⟨ʻ⟩ , y el saltillo en forma de apóstrofe recto de muchos idiomas de México , que tiene las formas de caso ⟨Ꞌ ꞌ⟩.

## Uso

### Transcripción técnica
La notación fonética americanista y el Alfabeto Fonético Internacional —unicase ʔ o superíndice ˀ
Transcripción de lenguas aborígenes australianas —ocasionalmente unicase ʔ
Alfabeto fonético urálico: solo superíndice ˀ

### ortografías vernáculas
Idiomas de Canadá
- Chipewyan —Ɂ mayúscula y ɂ minúscula

- Dogrib : Ɂ mayúscula y ɂ minúscula

Kutenai —unicase ʔ
- Lengua Musqueam —unicasa ʔ

Nutca —unicasa ʔ
- Slavey —Ɂ mayúscula y ɂ minúscula

- Nitinaht —unicasa ʔ

- Thompson —unicasa ʔ

"Idioma lushootseed —unicasa ʔ
- Lenguaje Squamish , donde a veces se representa con ⟨7⟩.

## Unicode
En Unicode 1.0, solo se incluyeron las variantes unicase y superíndice. En la versión 4.1 (2005), se agregó un carácter en mayúscula y el carácter unicase existente se redefinió como su minúscula. Luego, en la versión 5.0 (2006), se decidió separar los usos entre mayúsculas y minúsculas agregando una letra minúscula dedicada. El carácter IPA es el primero desde la izquierda, mientras que los caracteres del alfabeto latino extendido son el tercero y el cuarto desde la izquierda.
| Carácter      | ʔ                         | ʔ                         | ˀ                            | ˀ                            | Ɂ                                 | Ɂ                                 | ɂ                               | ɂ                               |
| ------------- | ------------------------- | ------------------------- | ---------------------------- | ---------------------------- | --------------------------------- | --------------------------------- | ------------------------------- | ------------------------------- |
| Unicode       | LATIN LETTER GLOTTAL STOP | LATIN LETTER GLOTTAL STOP | MODIFIER LETTER GLOTTAL STOP | MODIFIER LETTER GLOTTAL STOP | LATIN CAPITAL LETTER GLOTTAL STOP | LATIN CAPITAL LETTER GLOTTAL STOP | LATIN SMALL LETTER GLOTTAL STOP | LATIN SMALL LETTER GLOTTAL STOP |
| Codificación  | decimal                   | hex                       | decimal                      | hex                          | decimal                           | hex                               | decimal                         | hex                             |
| Unicode       | 660                       | U+0294                    | 704                          | U+02C0                       | 577                               | U+0241                            | 578                             | U+0242                          |
| UTF-8         | 202 148                   | CA 94                     | 203 128                      | CB 80                        | 201 129                           | C9 81                             | 201 130                         | C9 82                           |
| Ref. numérica | &#660;                    | &#x294;                   | &#704;                       | &#x2C0;                      | &#577;                            | &#x241;                           | &#578;                          | &#x242;                         |